# Khadi
O termo khādī (Devanágari: खादी, Nastaleeq: کھڈی) ou khaddar (Devanágari: खद्दर, Nastaleeq: کھدّر) significa algodão. khādī é uma vestimenta tecida e fabricada à mão na Índia.  As matérias-primas podem ser algodão, seda, ou lã, que são fiadas em fios em um rodas chamada de charkha. É um tecido versátil, fresco no verão e quente no inverno. No entanto, sendo o material fabricado de forma grosseira, ele enruga muito mais rápido do que outras tipos de algodão. A fim de melhorar a aparência do khādī é muitas vezes engomado de uma forma mais aguerrida. É amplamente aceito nos círculos da moda.

## História
Mahatma Gandhi promoveu a fiação do khādī como forma de empregar os ruralista e permitir a auto-suficiência da Índia em 1920, tornando assim khadi uma parte integrante e ícone do movimento de boicote aos produtos ingleses. O movimento de independência da Índia girava em torno da utilização de tecidos e khādī e rejeitar o uso de roupas feitas no exterior. Assim, ele simboliza ter ideias políticas próprias e a independência, e a partir deste dia a maioria dos políticos na Índia são vistos publicamente apenas usando khādī. A bandeira da Índia só é permitida ser feita a partir deste material, embora, na prática, muitos fabricantes, especialmente aqueles fora da Índia, ignoraram esta regra.
Khādī foi utilizado, com cores aleatórias, em algumas das pré-sequencias de Star Wars, como a roupa utilizada por Mace Windu (Samuel L. Jackson).
Khadi tem um valor sentimental para os indianos. É frequentemente associado com Mahatma Gandhi. Alguém disse, o primeiro verdadeiro estilista indiano foi Mahatma por causa de seu apelo aos indianos para usarem o khadi como vestuário. Esse recurso foi necessitava devido à necessidade de criação de auto-suficiência e provar a unidade da Índia para os ingleses. O khadi também simboliza a necessidade e importância de bens manufacturados indianos. O Khadi representada resistência e revolução da Índia. O Khadi foi também é o rosto da identidade indiana. Muitas pessoas se confundem charkha com kargha (artesanais). A diferença básica entre os dois é que o khadi é feito manualmente; fios artesanais processados em lagares.
O significado atual de khadi é qualquer pano fiado e tecido à mão (também é usado para se referir a qualquer item de consumo de massa feito a mão como sabão e papel artesanal). A Índia tem longa história de têxteis. No período védico, arianos costumavam produzir os seus próprios tecidos. O Khadi teve um papel importante nas funções do casamento. Khadi charakhas foram presenteados as noivas em seu casamento para incentivar a fiação do fio. 

## Ligações Externas
- O Khādī na cultura Indiana